# Sterculia treubii
Sterculia treubii är en malvaväxtart som beskrevs av Bénédict Pierre Georges Hochreutiner. Sterculia treubii ingår i släktet Sterculia och familjen malvaväxter. Inga underarter finns listade i Catalogue of Life.